# Sacra Famiglia con san Giuseppe imberbe
La Sacra Famiglia con san Giuseppe imberbe è un dipinto a olio su tavola (74x57 cm) di Raffaello Sanzio, databile al 1506 circa e conservato nell'Ermitage di San Pietroburgo.

## Storia
L'opera è di solito identificata con una delle due piccole Madonne che Vasari vide a Urbino e che Raffaello dipinse per Guidobaldo da Montefeltro durante uno o più brevi soggiorni nella sua città natale verso il 1505-1506. Elementi come l'influenza leonardesca evidente, l'acconciatura della Vergine e la torsione del Bambino rimandano inequivocabilmente alla fase fiorentina dell'artista (1504-1508),
Le prime notizie certe sulla tavola risalgono comunque al XVIII secolo, quando era probabilmente nelle raccolte del duca d'Angoulême a Parigi, da cui passò nelle celebre collezione di Pierre Crozat, che venne acquistata in blocco da Caterina II di Russia nel 1772, costituendo quello che sarà il nucleo originario dell'Ermitage.

## Descrizione e stile
In una stanza ombrosa, rischiarata da un'apertura sulla destra, si vedono Maria seduta col Bambino in collo e san Giuseppe in piedi, col capo canuto e col bastone, ma senza la tipica barba. I tre personaggi si scambiano sguardi in un gioco studiatissimo di rimandi incrociati, con un tono di pensosa malinconia. Giuseppe sembra corrucciato mentre guarda il Bambino, così come Maria sembra presa da una rassegnata premeditazione del destino tragico del figlio. Gesù ha come un gesto di ritrosia voltandosi verso la madre, che sembra accennare una carezza con la mano che si avvicina al piedino.
Studiatissima ma estremamente naturale appare la teoria di gesti e sguardi dei protagonisti, che si concatenano in un insieme chiuso.
Molti dettagli, a partire dalla fisionomia del Bambino, la sua torsione, e l'acconciatura della Vergine, rimandano all'esempio di Leonardo, confermando una datazione verso la metà del soggiorno fiorentino di Raffaello.